# Gábor Vona
Gábor Vona, född Gábor Zázrivecz; 20 augusti 1978, är en ungersk historiker, lärare och politiker som har lett det högerpopulistiska partiet Jobbik sedan 2006.